# Diheteropogon
Diheteropogon és un gènere de plantes de la família de les poàcies, ordre de les poals, subclasse de les commelínides, classe de les liliòpsides, divisió dels magnoliofitins.

## Taxonomia
- Diheteropogon amplectens (Nees) Clayton
  - Diheteropogon amplectens var. amplectens
    - Diheteropogon amplectens subvar. catangensis (Chiov.) Clayton
- Diheteropogon buchneri (Hack.) Stapf
- Diheteropogon emarginatus (De Wild.) Robyns
- Diheteropogon filifolius (Nees) Clayton
- Diheteropogon grandiflorus (Hack.) Stapf
- Diheteropogon hagerupii Hitchc.
- Diheteropogon kindunduensis (Vanderyst) Lebrun
- Diheteropogon maximus C.E. Hubb.
- Diheteropogon microterus Clayton